# Ennyi kell
A Ennyi kell Kovács Kati harminchatodik albuma. Az énekesnő pályafutásának jubileuma alkalmából a Reader's Digest kiadónál Napfényes álom címmel jelent meg egy médiakönyv + 3 CD-s BOX-SET. A második válogatás albumra az énekesnő által énekelt kislemez slágerek kerültek.

## Dalok
1. Napfényes álom (Sun of Jamaica)
2. Ennyi kell... – a Kojak Budapesten c. film zenéjéből
3. Isten hozzád kedves városom
4. Úgy, mint ő
5. Nem tudjuk még (Una donna)
6. Csupasz Hold
7. Hintáslegény
8. Keringő (Magány) – a Miss Arizona c. film zenéjéből
9. Johny és Mary
10. Szerelemben soha nincsen igazság
11. A történtek után
12. Ne aludj el (Baby Make Love)
13. Árnyék – a Miss Arizona c. film zenéjéből
14. Csúzlis Tom
15. Hívlak
16. Love story (Hogy is kezdjem el?)
17. Felesleges esték – a Holnaptól szeretlek c. musicalből
18. Free again
19. Menetjegy (One Way Ticket)

## Közreműködők
- Kovács Kati
- Hungaria és az MRT Szimf. Zk (4)
- Universal együttes (9, 15)
- Gemini (6, 17)
- Randevú zenekar (7)
- Fesztivál Szimfonikus Tánczenekara (10, 18)
- Neoton Família (12, 19)
- Tóth Tamás, ifj. Rátonyi Róbert, Kőszegi Imre és a Magyar Áll. Operaház Zenekara (13)
- Non Stop (14)
- Harmónia vokál és az MHV Vonós Tánczenekara (16)